# George M. Anathil
George Marian Anathil SVD (* 28. Juni 1932 in Athirampuzha, Kerala, Indien; † 2. Mai 2009 in Indore, Madhya Pradesh, Indien) war Bischof von Indore.

## Leben
Anathil trat 1951 der Ordensgemeinschaft der Steyler Missionar bei. Er studierte Philosophie in Indore und Theologie in Pune. Am 2. Oktober 1959 empfing er die Priesterweihe. Anschließend war er für seinen Orden tätig. 1965 wurde er am Päpstlichen Athenaeum Poona mit einer Arbeit über die Entstehung des Klerus in Indien promoviert. Von 1966 bis 1973 war er Präfekt im Priesterseminar, anschließend Rektor am Kleinen Seminar der Salesianer in Palda.
Papst Paul VI. ernannte ihn am 18. Dezember 1972 zum Bischof des Bistums Indore. Die Bischofsweihe spendete ihm der Erzbischof von Bhopal, Eugene Louis D’Souza MSFS, am 29. Juni 1973; Mitkonsekratoren waren Mar Antony Padiyara, Erzbischof von Ernakulam-Angamaly und späterer Kardinal, und Leobard D’Souza, Bischof von Jabalpur.
Er errichtete zahlreiche neue Missionsstationen und Pfarrgemeinden. Auf seine Initiative hin wurden die Bistümer Khandwa und Jhabua gegründet. Er engagierte sich in der indischen Bischofskonferenz (CBCI), insbesondere in der Öffentlichkeitsarbeit. 2006 wurde er mit dem Sadbhavana-Preis für seinen interreligiösen Dialog und sein Engagement in der Bildung, Gesundheit und Sozialem geehrt. Er war Initiator des Seligsprechungsverfahrens von Schwester Clarissa Maria Rani.
Am 24. Oktober 2008 nahm Papst Benedikt XVI. seinen altersbedingten Rücktritt an.